# Křížová cesta (Chlum u Třeboně)
Křížová cesta v Chlumu u Třeboně na Třeboňsku vede od zámku ke kostelu Nanebevzetí Panny Marie. Je chráněna jako nemovitá Kulturní památka České republiky.

## Historie

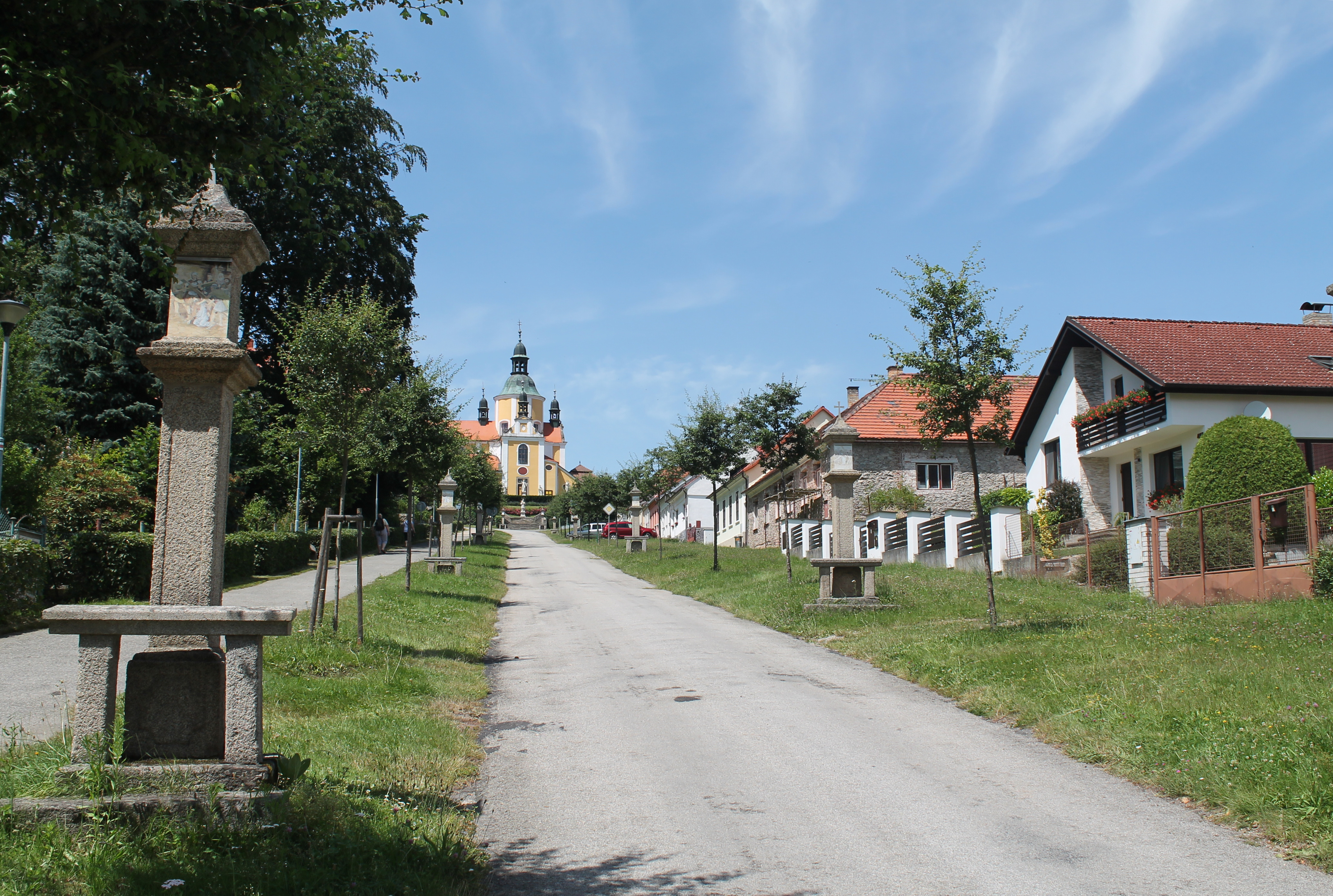
Křížová cesta v Chlumu u Třeboně

Křížová cesta je tvořena čtrnácti kamennými sloupky, rozdělenými do třech dílů. V prostředním je čelní plocha pokryta pašijovým výjevem, horní část zakončuje kříž. Před sloupky jsou dva schůdky a kamenné klekátko.
Sloupky oboustranně lemují cestu lipovou alejí ke kostelu Nanebevzetí Panny Marie, která začíná na křižovatce u hráze Hejtmanského rybníka před chlumeckým zámkem. Kostel dal v letech 1737–1745 vystavět hrabě Jan František z Fünfkirchenu ve slohu vrcholného baroka. Kromě křížové cesty v lipové aleji doplňuje okolí kostela ještě schodiště se sochami.
Památná lipová alej »Křížová cesta«, která tvořila přírodní klenbu od kostela k rybníku Hejtmanu, byla v roce 1939 zničena během živelné pohromy a zbytek stromů byl ještě v zimě vykácen. Obec Chlum započala v květnu 1940 s novou úpravou: kamenné sochy měly být opraveny, starý hlohový živý plot byl vykácen a ne jeho místo obec připravovala výsadbu nového plotu, po obou stranách prostřední cesty byly 4. května 1940 vysázeny nové lipové stromky od firmy Mazánek z Jičína. Sázení se účastnila též školní mládež a zástupci každé třídy si zasadili svou lípu, prostor mezi prostřední cestou a postranními chodníky město upravilo na zelený pás, v němž stály kamenné statue Křížové cesty a nové lípy.
Investiční práce obce Chlumu u Třeboně...Rigoly bude pak nutno znovu upraviti, rovněž prostor pod Křížovou cestou a odpad vody jsou předmětem pečlivého řešení. Celá práce, kterou technicky připravil br. stavitel Fr. Bala a br. vrchní zahradník Jiří Niedl a kterou provádí obec ve vlastní režii za odborného vedení br. stavitele Fr. Pekaře, bude vyžadovati nákladu asi 20.000 K. Je vroucím přáním nejen zástupců obce, ale všeho občanstva, aby toto dílo obstálo před soudem budoucích generací, jimž je určeno. Městské zastupitelstvo usneslo se dále vy čistiti vodovodní potrubí od reservoiru do kašny a z této k Maxů hostinci, dále zříditi odbočku vodovod. vedení ke škole a odtud na Křížovou cestu, dokončiti soustavnou kanalisaci, upraviti cestu od kanceláří fy Jihočeské sklárny k býv. strojovce, cestu do Chalup, k Čihadlu a ke škole. Veškeré projektované práce vyžádají si nákladu as 82.000 K.
Jihočeská jednota: list národního souručenství, 24.05.1940